# تا سین تانگ
تا سین تانگ (به لاتین: Tả Sìn Thàng) یک منطقهٔ مسکونی در ویتنام است که در استان دین‌بین واقع شده‌است.